# Дауд-паша (володар Іраку)
Дауд-паша (араб. داود باشا, груз. დაუდ ფაშა; 1767—1851) — останній незалежний володар Мамлюцького Іраку в 1816—1831 роках.

## Життєпис
Походив з картлійського родини кріпаків Манвелашвілі, що належала князям Орбеліані. Народився 1767 року в родині Георія і Маріам. Дитиною у віці 5—6 років був вкрадений турецькими людоловами й після зміни декількох господарів в 11-річному віці опинився в Багдаді. Тут його купив Мустафа-бей, що подарував Дауда Сулейман-паші, мамлюком якого той став. Під час навчання оволодів турецькою, арабської і перською мовами, чудово вивчив Коран та ісламське право.
Згодом Дауд оженився на доньці Сулейман-паші, успадкувавши згодом значну частину майна. Обіймав посади катіба, нішанчі, дефтердара (міністра фінансів).
1802 року після смерті Сулейман-паші намагався стати володарем Багдаду, але марно. Панування захопив інший зять померло Алі-паша. У 1803 році Дауд прийняв сан мулли й оселився в огорожі мечеті Абд ал-Кадира. 1807 року після смерті Алі-паші повернувся до політики, отримавши від нового правителя Сулейман-паші II посаду дефтердара.
За правління Саїд-паші отримав посаду ках'ї (заступника корпусу мамлюків). 1816 року здійснив заколот, поваливши правителя Саїд-пашу, захопивши владу в Багдаді. На той час у Багдаді і Басрі існувала фактично незалежна Мамлюцька династія.
1817 року започаткував програми модернізації, що охоплювали очищення каналів, створення галузей промисловості, зокрема організації збройної і суконної мануфактур, запровадження монополії на купівлю та вивезення основних видів сільськогосподарської продукції, реформування армії за допомогою європейських інструкторів. Відкрив першу в країні друкарню, можливо, деякий час випускав газету «Юрнал аль-Ірак». Водночас розпочав гоніння юдейської громади, значна частина якої втекла до Індії.
1818 року уклав союз із Мухаммедом Алі, фактичним правителем Єгипту й Палестини, спрямований проти Дірійського емірату. В результаті той було знищено, а Дауд-паша захопив область Лахса і півостров Катар. Протягом 1818—1819 років обмежив вплив кочових племен, яких підбурювала до повстань Персія. Також повалив владу курдського клану Бабан в еялеті Шаразор, що приєднав до своїх володінь. Водночас ймовірно надав грошей для викупу родини з кріпацтва.
Після зменшив вплив британського консула і, можливо, змусив Британську Ост-Індську компанію почати сплачувати мита на імпортовані товари. Претендував на Бахрейн. Разом з тим таємно встановив відносини з російськими чиновниками через свою матір, з якою регулярно листувався з 1818 року. Конфлікти з британцями призвели до збройних сутичок на річці Тигр. Протистояння було завершено лише у 1821 році.
Після цього Дауд-паша виступив проти курдів, що підтримували Персів. Насамперед намагався змістити перського ставленика Махмуд-пашу Бабана і призначити правителем Сулейманії його родича. У відповідь до Іраку вдерся шахзаде Аббас-Мірза, який завдав поразки мамлюкам та взяв Дауд-пашу в облогу в Багдаді. Зрештою це призвело до війни між Персією та Османською імперією. Це відволікло Аббас-Мірзу, що біля Ерзуруму завдав османам поразки. В свою чергу Дауд-пашу зумів зняти ворожу облогу. Зрештою 1823 року було укладено османо-перський мир, що підтвердив статус-кво.
1828 року став планувати оголосити незалежність від Османської імперії, переставши сплачувати навіть номінальну данину та не надав війська длоя боротьби проти Російської імперії, з якому османський султан воював. Також можливо, що представники останньої підбурювали Дауд-пашу до відокремлення.
Зміцнення відносин Дауд-паши з Росією, обмеження впливу британців в Перській затоці, змусило останніх надати допомогу османському султану Махмуду II. Той 1830 року позбавив Дауда посади паші, відправивши проти нього війська на чолі з Алі Різою-паши. Дауд-паша опинився в цей час у несприятливій ситуації. Страшений голод та епідемія чуми у 1830 році завдало величезної шкоди економіці та війську мамлюків Іраку. Тому військо Дауд-паши не змогло тривалий час чинити опір султанскій армії, зазнавши швидкої поразки 1831 року. Деякий час тримався у Багдаді, але зрештою 16 вересня 1831 року здався османам.
Дауд пашу було відправлено у заслання до Стамбулу. 1834 року отримав свободу пересування. У 1840—1842 роках керував Анкарою. Потім призначається шейх-уль-харамом (хранителем гробниці пророка Мухаммеда) в Медині, де перебував до самої смерті в 1851 році.